# Rio Xévora
O rio Xévora é um rio luso-espanhol da zona da Raia.
Nasce na Serra de São Mamede, município de Portalegre, com o nome de Ribeira de São Julião, entrando em Espanha no Pego da Raia, onde recebe o nome de Gévora. 
Passa um pouco a norte de La Codosera e a oeste de Alburquerque, regressando a Portugal um pouco a norte de Ouguela, percorrendo os próximos 15 km em território português. 
Entra de novo em Espanha e após confluir com o rio Zapatón, passa a oeste da povoação de Gévora (donde recebe o nome) e vai desaguar no Guadiana, a norte da cidade de Badajoz.

## Etimologia
Não existem documentos escritos que possam provar a origem deste hidóronimo, Mantêm-se em aberto todas as hipoteses: arabe, romana ou, o mais provavel, na palavra Ebora, pré romana.  As formas escritas são: Rio de Jébora, Rio Gevora, Rio Gévora, Rio Xévora.

## Personalidades ilustres
- Visconde de Rio Xévora

## Afluentes
- Ribeira de Gevorete
- Ribeira de Codosero
- Ribeira de Jola
- Rio Guarranque
- Ribeira de Abrilongo
- Rio Zapatón